# Drukarnia ławry Poczajowskiej

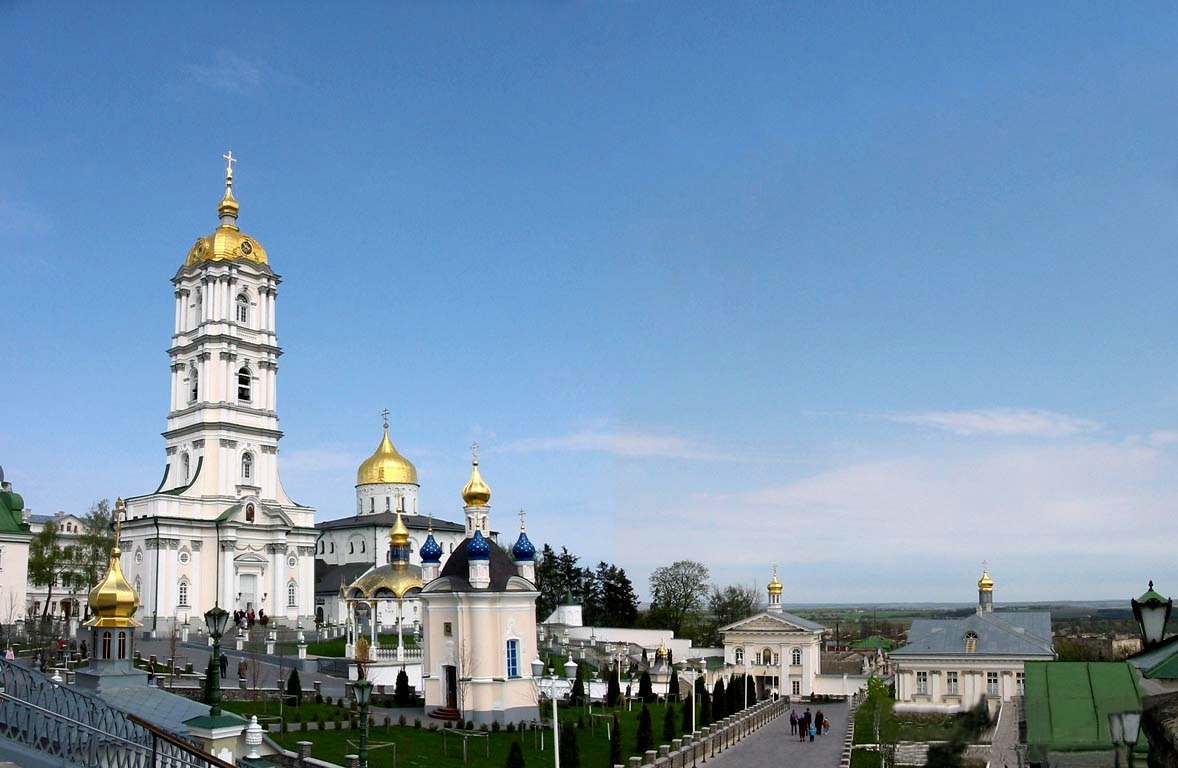
Ławra Poczajowska

Drukarnia ławry Poczajowskiej – oficyna drukarska otwarta w latach 30. XVIII wieku przy monasterze Zaśnięcia Matki Bożej w Poczajowie, należącym ówcześnie do unickiego zakonu bazylianów, prowadzona po 1831 także przez rosyjskich mnichów prawosławnych, którzy odzyskali wówczas klasztor będący początkowo wspólnotą tegoż wyznania.

## Historia drukarni

### Tradycje drukarskie w monasterze przed XVIII w.
Mnisi monasteru w Poczajowie po raz pierwszy podjęli pracę przy drukowaniu ksiąg w 1618, korzystając z przenośnego warsztatu – własności archimandryty Cyryla (Stawrowieckiego). Wydrukowali jednak wówczas tylko dwa teksty – Zercało Bogosłowija, autorstwa samego Cyryla, oraz Słowo na łatinow, Maksyma Greka.

### W okresie bazyliańskim
Pierwszą próbę otwarcia stałej drukarni poczajowscy bazylianie podjęli w 1730, sprowadzając gisera o imieniu Iwan z Kijowa. Rok później wspólnota przeznaczyła blaszane pokrycie dachu jednej z cerkwi klasztornych na wykonanie czcionek. Przywilej na założenie tłoczni uzyskał u króla Augusta III przełożony monasteru Gedeon Kozubski. Akt ten nosi datę 18 października 1732; upoważniał on zakonników do otwarcia drukarni i publikowania zgodnych z nauczaniem Kościoła katolickiego ksiąg w języku polskim, ruskim oraz po łacinie. W 1737 nuncjatura papieska w Warszawie potwierdziła prawo monasteru do publikowania ksiąg liturgicznych dla Kościoła unickiego, odbierając monopol na tego typu działalność, jaki od 1708 posiadało unickie bractwo lwowskie. 
W latach 1734–1771 drukarnia poczajowska opublikowała 146 ksiąg, z czego 86 były to unickie księgi liturgiczne. Pozostałe druki były łacińsko-polskie. W 1771 bazylianie poczajowscy musieli zrezygnować z druku ksiąg cerkiewnych, gdyż wyrok sądowy zabronił ich oficynie publikowania tych dzieł, które już wcześniej wydała drukarnia bracka we Lwowie. Gdy jednak na mocy I rozbioru Polski Lwów znalazł się w granicach austriackich, sytuacja drukarni monasterskiej ponownie się poprawiła. Bazylianie zakupili urządzenia drukarskie ze zlikwidowanej oficyny przy klasztorze w Uniowie, zaś 3 czerwca 1772 zawarli układ z unickim biskupem łuckim, na mocy którego mieli być odpowiedzialni za druk unickich ksiąg liturgicznych oraz literatury dydaktycznej. Do 1800 poczajowscy zakonnicy wydali 237 druków, z czego 129 cyrylickich, w tym nieliczne dzieła na potrzeby staroobrzędowców. Poczajów stanowił centrum unickiej typografii w południowo-wschodniej części kraju. Drukarnia opracowała łącznie mniej tekstów niż podobny zakład w klasztorze w Supraślu, natomiast opublikowała wyraźnie więcej dzieł cyrylicą. 
Znaczącą część produkcji drukarni bazyliańskiej stanowiły wydawnictwa religijne adresowane do niewykształconego odbiorcy – podręczniki, kalendarze, księgi lekarskie, zbiory pieśni liturgicznych (tzw. bohohłasnyki), litografie z wizerunkami świętych. Mnisi kolportowali je na terenie całego Wołynia, Podlasia, Polesia i Wileńszczyzny.

### W okresie prawosławnym
Drukarnia działała w ławrze Poczajowskiej także po przekazaniu klasztoru w ręce mnichów prawosławnych, co nastąpiło w 1831. Jej działalność była ściśle związana z bieżącymi potrzebami Kościoła – w drukarni powstawały księgi liturgiczne, kalendarze prawosławne, zbiory pieśni, wizerunki świętych, jak również prawosławne pisma (w różnych okresach: Poczajewskij List, Wołynskije Eparchialnyje Wiedomosti oficjalny organ eparchii wołyńskiej, Russkij Inok, Poczajewska Ławra, Poczajewskij Listok). W ostatnich dziesięcioleciach XIX w. i na początku XX w. drukarnia zaczęła również publikować ulotki i broszury o charakterze politycznym, utrzymane w duchu rosyjskiego nacjonalizmu, o wymowie antypolskiej, antyukraińskiej i antykatolickiej. Miało to związek z poparciem wspólnoty poczajowskiej dla Czarnej Sotni. W drukarni pracowała wydzielona grupa mnichów i posłuszników, zamieszkujących w odrębnym budynku i korzystających z własnej cerkwi, jedynie w ograniczony sposób kontaktujących się z innymi zakonnikami. Kierownikiem drukarni w czasie, gdy przybrała ona opisywane oblicze polityczne, był archimandryta Witalis (Maksimienko).

## Kontynuatorzy
W 1915 mnisi ławry Poczajowskiej udali się na bieżeństwo. Jako kontynuatorzy drukarskiej działalności wspólnoty tego monasteru działającej w Rosji carskiej określały się klasztory w Ladomirovej (gdzie przełożonym był archimandryta Witalis) oraz w Jordanville.